# Codi penal espanyol
El Codi penal espanyol
és el codi penal aplicable a Espanya on es tipifiquen els delictes i les penes a les que estan subjectes els seus habitants. La darrera modificació d'aquest compendi va ser aprovat per la Llei orgànica 10/1995, de 23 de novembre, del Codi Penal, publicada al Butlletí Oficial de l'Estat (BOE) núm. 281, de 24 de novembre, amb la correcció d'errades publicades al BOE núm. 54, de 2 de març de 1996. La versió consolidada del Codi Penal espanyol inclou fins a l'última modificació del 31 de març de 2015.

## Antecedents
El dret penal espanyol modern sorgeix amb el triomf de les idees de la Il·lustració. La Constitució de Cadis de 1812 fa prescriure la tortura, la pena de la forca i la de confiscació. Però aquesta nova normativa va ser derogada amb la tornada del rei Ferran VII. Tanmateix, aquest ordenà fer el primer codi penal espanyol (anomenat Codi Criminal), que entrà en vigor l'any 1822; té dues parts: delictes contra la societat i delictes contra els particulars.
Altres codis penals espanyols van ser:
- 1848: liberal i autoritari.
- 1850: més dur, prescindint del principi de la legalitat de les penes.
- 1870: adaptat a la Constitució de 1869 amb la tornada del principi de legalitat.
- 1928: fet sota la dictadura de Primo de Rivera, aplicava fàcilment la pena de mort, se'l considera de tipus feixista.
- 1932 El de la Segona República Espanyola, derogà el de 1928, suprimí la pena de mort i adoptà la llibertat condicional.
- Codi penal de 1944 durant el franquisme, text revisat de 1963 i text refós de 1973: va suposar la tornada de la pena de mort i penes més severes, però manté el principi de la legalitat. La llei orgànica 8/1983 era una reforma urgent i parcial del Codi penal. La llei orgànica 3/1989 és d'actualització del codi penal.
- Codi Penal de 1995: és un mandat de la Constitució de 1978 que s'hagi d'elaborar un nou codi penal.

El Codi Penal de 1995 és caracteritzat per un 33 reformes legals orientades a caracteritzar nous delictes i incrementar les sancions, destacant la presó permanent revisable. Aquestes reformes són una acte de populisme punitiu (augment de la resposta penal demandada per la població que ha sigut aprofitada pel poder polític amb fins electorals).

## Articulació
El codi penal espanyol de 1995 s'articula en:
- Títol preliminar
- 3 llibres amb els corresponents títols, capítols i seccions.
- 3 disposicions addicionals.
- 12 disposicions transitòries.
- 7 disposicions finals.

- Títol preliminar: de l'aplicació de les garanties penals i de l'aplicació de la llei penal.
- Llibre I: disposicions generals sobre els delictes i les faltes, les persones responsables, les penes, mesures de seguretat i altres conseqüències de la infracció penal.
- Llibre II: delictes i les seves penes.
- Llibre III: faltes i les seves penes

## Exposició de motius
En l'exposició de motius del codi penal es remarca que aquest codi defineix els delictes i les faltes que constitueixen els pressupòsits de l'aplicació de la forma suprema que pot revestir el poder coactiu de l'Estat que és la pena criminal.
En conseqüència, el codi penal ocupa un lloc preeminent en el conjunt de l'ordenament, fins al punt que se l'ha considerat com una espècie de constitució negativa. El codi penal ha de tutelar els valors i principis bàsics de la convivència social. Quan aquests valors i principis canvien, també ha de canviar el codi. L'eix dels criteris que l'inspiren ha estat l'adaptació positiva del nou Codi penal als valors de la Constitució Espanyola de 1978. Entre els canvis respecte a l'anterior codi penal es destaquen: la reforma total de l'actual sistema de penes, de manera que permeti atènyer, tant com sigui possible, els objectius de resocialització que li assigna la Constitució.
El sistema que es proposa simplifica, d'una banda, la regulació de les penes privatives de llibertat, alhora que amplia les possibilitats de substituir-les per d'altres que afectin béns jurídics menys bàsics, i, d'una altra, introdueix canvis en les penes pecuniàries, adoptant el sistema de dies-multa i afegint-hi els treballs en benefici de la comunitat. Eliminant figures delictives que han perdut la raó de ser. En el primer sentit, cal destacar la introducció dels delictes contra l'ordre socioeconòmic o la nova regulació dels delictes relatius a l'ordenació del territori i dels recursos naturals. S'ha donat especial relleu a la tutela dels drets fonamentals, d'una banda, la tutela específica de la integritat moral i, d'una altra, la nova regulació dels delictes contra l'honor. En tutelar específicament la integritat moral, s'atorga al ciutadà una protecció més forta davant la tortura, i en configurar els delictes contra l'honor de la manera que es proposa, s'atorga a la llibertat d'expressió tota la rellevància que pot i que ha de reconèixer-li un règim democràtic.
S'ha eliminat el règim de privilegi de què fins ara han gaudit les ingerències il·legítimes dels funcionaris públics en l'àmbit dels drets i llibertats dels ciutadans. Per tant, es proposa que les detencions, entrades i escorcolls en el domicili que dugui a terme una autoritat o un funcionari fora dels casos permesos per la llei, siguin tractats com a formes agreujades dels corresponents delictes comuns, i no pas com fins ara ho han estat, és a dir, com a delictes especials incomprensiblement i injustificadament atenuats.
S'ha procurat avançar en el camí de la igualtat real i afectiva; s'ha d'esmentar la nova regulació dels delictes contra la llibertat sexual.
Avui dia, tant el Codi penal com les lleis especials estan jeràrquicament subordinades a la Constitució i obligades a sotmetre-s'hi. S'ha optat per remetre a les lleis especials corresponents la regulació penal de les matèries respectives. La mateixa tècnica s'ha emprat per a les normes reguladores de la despenalització de l'avortament.

## Llibre II: delictes i les seues penes
1. De l'homicidi i les seues formes (art. 138-143)
2. De l'avortament (art. 144-146)
3. De les lesions (art. 147-156 bis)
4. De les lesions al fetus (art. 157-158)
5. Delictes relatius a la manipulació genètica (art. 159-162)
6. Delictes contra la llibertat
  1. De les detencions il·legals i segrests (art. 163-168)
  2. De les amenaces (art. 169-171)
  3. De les coaccions (art. 172)
7. De les tortures i altres delictes contra la integritat moral (art. 173-177) i del tràfic d'éssers humans (art. 177 bis)
8. Delictes contra la llibertat i indemnitat sexuals
  1. De les agressions sexuals (art. 178-180)
  2. Dels abusos sexuals (art. 181-182) i dels abusos i agressions sexuals a menors de tretze anys (art. 183-183 bis)
  3. De l'assetjament sexual (art. 184)
  4. Dels delictes d'exhibicionisme i provocació sexual (art. 185-186)
  5. Dels delictes relatius a la prostitució i la corrupció de menors (art. 187-190)
  6. Disposicions comuns als capítols anteriors (art. 191-194)
9. De l'omissió del deure de socors (art. 195-196)
10. Delictes contra la intimitat, el dret a la pròpia imatge i la inviolabilitat del domicili
11. Delictes contra l'honor
  1. De la calúmnia (art. 205-207)
  2. De la injúria (art. 208-210)
  3. Disposicions generals (art. 211-216)
12. Delictes contra les relacions familiars
13. Delictes contra el patrimoni i contra l'ordre socioeconòmic
  1. Dels furts (art. 234-236)
  2. Dels robatoris (art. 237-242)
  3. De l'extorsió (art. 243)
  4. Del robatori i furt d'ús de vehicles (art. 244)
  5. De la usurpació (art. 245-247)
  6. De les defraudacions
    1. De les estafes (art. 248-251 bis)
    2. De l'apropiació indeguda (art. 252-254)
    3. De les defraudacions de fluid elèctric i anàlogues (art. 255-256)

  7. De les insolvències punibles (art. 257-261 bis)
  8. De l'alteració de preus en concursos i subhastes públiques (art. 262)
  9. Dels danys (art. 263-267)
  10. Disposicions comunes als capítols anteriors (art. 268-269)
  11. Dels delictes relatius a la propietat intel·lectual i industrial, al mercat i als consumidors
  12. De la sostracció de cosa pròpia a la seua utilitat social o cultural (art. 289)
  13. Dels delictes societaris (art. 290-297)
  14. De la receptació i el blanqueig de capitals (art. 298-304)
14. Dels delictes contra la Hisenda Pública i contra la Seguretat Social (art. 305-310 bis)
15. Dels delictes contra els drets dels treballadors (art. 311-318) i delictes contra els drets dels ciutadans estrangers (art. 318 bis)
16. Dels delictes relatius a l'ordenació del territori i l'urbanisme, la protecció del patrimoni històric i el medi ambient
  1. Dels delictes sobre l'ordenació del territori i l'urbanisme (art. 319-320)
  2. Dels delictes sobre el patrimoni històric (art. 321-324)
  3. Dels delictes contra els recursos naturals i el medi ambient (art. 325-331)
  4. Dels delictes relatius a la protecció de la flora, fauna i animals domèstics (art. 332-337)
  5. Disposicions comunes (art. 338-340)
17. Dels delictes contra la seguretat col·lectiva
18. De les falsedats
  1. De la falsificació de moneda i efectes timbrats (art. 386-389)
  2. De les falsedats documentals
    1. De la falsificació de documents públics, oficials i mercantils i dels despatxos transmesos per serveis de telecomunicació (art. 390-394)
    2. De la falsificació de documents privats (art. 395-396)
    3. De la falsificació de certificats (art. 397-399)
    4. De la falsificació de targetes de crèdit i xecs de viatge (art. 399 bis)

  3. Disposicions generals (art. 400-400 bis)
  4. De la usurpació de l'estat civil (art. 401)
  5. De la usurpació de funcions públiques i de l'intrusisme (art. 402-403)
19. Delictes contra l'Administració pública
  1. De la prevaricació dels funcionaris públics i altres comportaments injusts (art. 404-406)
  2. De l'abandó de destí i de l'omissió del deure de perseguir delictes (art. 407-409)
  3. De la desobediència i denegació d'auxili (art. 410-412)
  4. De la infidelitat en la custòdia de documents i de la violació de secrets (art. 413-418)
  5. Del suborn (art. 419-427)
  6. Del tràfic d'influències (art. 428-431)
  7. De la malversació (art. 432-435)
  8. Dels fraus i exaccions il·legals (art. 436-438)
  9. De les negociacions i activitats prohibides als funcionaris públics i dels abusos en l'exercici de la seua funció (art. 439-444)
  10. Dels delictes de corrupció en les transaccions comercials internacionals (art. 445)
20. Delictes contra l'Administració de Justícia
  1. De la prevaricació (art. 446-449)
  2. De l'omissió dels deures d'impedir delictes o de promoure’n la persecució (art. 450)
  3. De l'encobriment (art. 451-454)
  4. De la realització arbitrària del propi dret (art. 455)
  5. De l'acusació i la denúncia falses i de la simulació de delictes (art. 456-457)
  6. Del fals testimoni (art. 458-462)
  7. De l'obstrucció a la justícia i la deslleialtat professional (art. 463-467)
  8. Del trencament de condemna (art. 468-471)
  9. Dels delictes contra l'Administració de justícia del Tribunal Penal Internacional (art. 471 bis)
21. Delictes contra la Constitució
22. Delictes contra l'ordre públic
23. Dels delictes de traïció i contra la pau o la independència de l'Estat i relatius a la Defensa Nacional
24. Delictes contra la Comunitat Internacional
  1. Delictes contra el dret de gents (art. 605-606)
  2. Delictes de genocidi (art. 607)
  3. Dels delictes de lesa humanitat (art. 607 bis)
  4. Dels delictes contra les persones i béns protegits en cas de conflicte armat (art. 608-614 bis)
  5. Disposicions comuns (art. 615-616 bis)
  6. Delicte de pirateria (art. 616 ter-616 quater)